# Nanometer

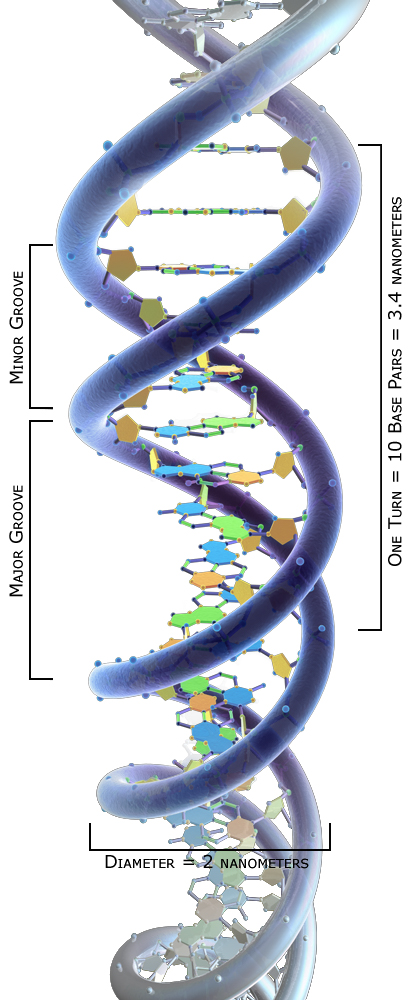
Ett varv i DNA-spiralen är 3,4 nm långt.

Nanometer, nm, är en längdenhet och motsvarar en miljarddels meter. SI-prefixet "nano" (n) betyder således 10-9. 1 nm =10-9 meter = 0,000 000 001 meter.
Nanometer används ofta inom naturvetenskap för att beskriva sträckor på molekylnivå och avstånd i kristallstrukturer. Typiska atombindningar har en längd på en ångström = 0,1 nm. Teknik och forskning på denna skala kallas nanoteknik och nanovetenskap.
Måttet är även vanligt för att ange våglängder av synligt ljus, som ligger mellan 400 nanometer (blått ljus) och 700 nanometer (rött ljus).
Nanometer används som måttenhet för teknologier som används för integrerade kretsar i halvledarfabriker. En integrerad krets har en viss minsta linjebredd som uttrycks i nanometer. Som exempel kan nämnas att första generationernas Intel Core-processorer (lanserade 2010) hade 32 nm linjebredd, medan tionde generationen (lanserad 2018) hade 10 nm linjebredd och under 2019 planeras processorer med 7 nm linjebredd släppas.